# Mamhead
Mamhead – wieś w Anglii, w hrabstwie Devon, w dystrykcie Teignbridge. Leży 12 km na południe od miasta Exeter i 257 km na południowy zachód od Londynu.